# 김황후
김황후(金皇后, ? ~ ?)는 고려 귀족 출신 원나라의 황후이다. 원나라 소종 아유르시리다르 빌레그트 칸의 세 번째 부인이자, 제2계비였다. 본관은 광산 김씨로 추정.

## 생애
아버지는 판도판서  김윤장(金允臧)이고, 어머니는 미상이다. 할아버지는 감찰어사, 첨의중찬, 수문전대학사를 지낸 김류이고, 증조부는 지도첨의부사 수문전대학사를 지낸 문숙공 김주정이다. 오빠 혹은 남동생은 고려 말의 장군 김성우(金成雨)이다.
김황후의 초기 생애는 알려진 것이 없다. 1353년 9월 3일(음력 8월 6일) 원나라의 태자 아유르시리다르가 고려로 왔을 때 그녀를 제2계비로 데려갔다. 

김황후 (金皇后) 고려출신 여성으로 북원 소종의 제2황후이다. 소종과의 슬하에 아들 1명이 있으니 이름은 매적리팔라(買的里八刺)이다.
恭愍王 2年  8월 庚子 (1353년 8월 6일 음력/1353년 9월 3일 양력)
元이 太子(후에 昭宗)를 보내 영안왕대부인(奇皇后의 母 李氏/즉 太子의 外祖母)에게 패아찰 잔치를 베푼 후
8월 丁巳 (23일 음력/ 9월 20일 양력), 元나라로 돌아갈 때(찬성사/*씨족원류) 김윤장(金允臧)의 딸을 부인으로 맞을 것을 약속하고 함께 원나라로 갔다.
太子約娶金允臧女, 以其女歸

이후의 행적은 미상이다. 그녀는 아유르시리다르에게 아들 마이다리바라 1명을 두었다.

## 가족 관계
아래는 김윤장(金允臧)이 광산 김씨라는 전제 하에 기술된 것이다.
- 조부 : 김류(金流), 김주정(金周鼎)의 아들
- 아버지 : 김윤장(金允臧)
- 어머니 : 성씨 본관 미상
  - 오빠 혹은 남동생 : 김성우(金成雨)
  - 올케 : 진원박씨
  - 올케 : 신평이씨
- 남편 : 아유르시리다르 빌레그트 칸
  - 아들 : 마이다리바라

## 같이 보기
- 원 소종
- 김윤장
- 김주정